# القمة العالمية للعمل الإنساني
عُقدت القمة العالمية للعمل الإنساني في اسطنبول، تركيا، يومي 23 و24 مايو/أيار 2016. وكانت القمة عبارة عن مبادرة من الأمين العام للأمم المتحدة بان كي مون ونظمها مكتب الأمم المتحدة لتنسيق الشؤون الإنسانية.
وقد حدد بان كي مون، في جدول أعماله الذي استمر خمس سنوات والذي صدر في يناير 2012، رؤيته لتطوير نظام إنساني أكثر عالمية وخضوعا للمساءلة وقوة. ومن الجوانب الرئيسية لجدول أعماله «عقد مؤتمر قمة إنساني عالمي للمساعدة على تبادل المعرفة وإرساء أفضل الممارسات المشتركة وسط طيف واسع من المنظمات المشاركة في العمل الإنساني».
وكان هدف القمة هو إصلاح صناعة المساعدات الإنسانية بشكل أساسي للرد بشكل أكثر فعالية على الكثير من أزمات اليوم. ومن المتوقع أن يأتي قادة العالم إلى القمة وأن يعلنوا عن الإجراءات التي سيتخذونها لإنهاء معاناة الملايين من النساء والرجال والأطفال المتضررين من الصراعات والكوارث المسلحة.
جمعت القمة 9000 مشارك من 173 دولة، من بينهم 55 من رؤساء الدول والحكومات، ومئات من ممثلي القطاع الخاص، وآلاف من الناس من المجتمع المدني والمنظمات غير الحكومية.

## خلفية
أعلنت القمة الإنسانية العالمية لأول مرة في يناير / كانون الثاني 2012، والتي تم بناؤها على عدة سنوات من الإعداد، متضمنة إجراء مشاورات مع أكثر من 000 23 شخص في 153 بلدًا. وتشمل الوثائق البارزة تقريرا تجميعيا يلخص نتائج المشاورات وتقرير من الأمين العام للأمم المتحدة بان كي مون بعنوان «إنسانية واحدة، مسئولية مشتركة».

### المشاورات الإقليمية والموضوعية
عقدت ثماني مشاورات إقليمية بين عامي 2014 و2015 لتحديد جدول أعمال القمة والقضايا الرئيسية التي ستناقش. كما تم قبول الطلبات عبر الإنترنت بين مايو / أيار 2014 ويوليو / تموز 2015. وقد عرضت نتائج عملية التشاور في تقرير تجميعي في المشاورة العالمية في جنيف، سويسرا في 14 و 16 أكتوبر / تشرين الأول 2015.

### تقرير الأمين العام للأمم المتحدة: «إنسانية واحدة، مسؤولية مشتركة»
في 9 فبراير 2016، أصدر الأمين العام بان كي مون تقريرا بناء على نتائج عملية التشاور.
وفي التقرير، لاحظ الأمين العام خمس مسؤوليات أساسية لتحسين العمل الإنساني:
1. منع الصراع وإنهائه
2. التمسك بالمعايير التي تحمي الإنسانية
3. لا يُترك أحد ليكون في الخلف
4. العمل بشكل مختلف لإنهاء الحاجة
5. الاستثمار في البشرية 
وقدم الأمين العام جدول أعمال للبشرية كمرفق للتقرير، يصف رؤيته لمستقبل العمل الإنساني ويحدد ما يلزم للاضطلاع بالمسؤوليات الخمس.

### الترتيبات التنظيمية
في عام 2013، أُنشئت أمانة لإدارة عملية التشاور وتنظيم القمة. وقد لاقت الأمانة تمويلا ودعما من قبل طائفة واسعة من المانحين، بما في ذلك اللجنة الأوروبية للمساعدات الإنسانية والحماية المدنية
في أبريل 2014، تم تعيين الدكتورة جميلة محمود من ماليزيا رئيسة للأمانة. بعد المشاورات العالمية للقمة، تركت الدكتورة جميلة الأمانة لتتولي دورًا جديدًا. وفي تشرين الثاني / نوفمبر 2015، أعلن أنطوان جيرار رئيسا جديدا للأمانة.
وفي 7 آذار / مارس 2016، قام مكتب الأمم المتحدة لتنسيق الشئون الإنسانية ((UNOCHA بإعادة تنظيم فريق إدارة القمة. وألقى كل من ستيفن أوبراين، وكيل الأمين العام للشؤون الإنسانية ومنسق الإغاثة في حالات الطوارئ، وكيونغ - وا كانغ، الأمين العام المساعد ونائب منسق الإغاثة في حالات الطوارئ، المسئولية عن الإشراف الاستراتيجي على الأعمال التحضيرية لمؤتمر القمة. وقد تولى السيد غوي-يوب سون، مدير البرامج المؤسسية لمكتب الأمم المتحدة لتنسيق الشئون الإنسانية، المسؤولية عن جميع جوانب الخدمات اللوجستية للقمة، بما في ذلك العلاقات مع حكومة تركيا. وقد عهد إلى جون غينغ، مدير العمليات بمكتب الأمم المتحدة لتنسيق المساعدة الإنسانية، بمسؤولية تنفيذ «الصفقة الكبرى». تم تعيين هيرفيه فيرهوسل، خبير الاتصالات من ذوي الخبرة الكبيرة، كمتحدث باسم القمة في مارس 2016.
وفي آذار / مارس ونيسان / أبريل 2016، عين مكتب الأمم المتحدة لتنسيق الشؤون الإنسانية أكثر من 140 من موظفيه من عمليات الطوارئ القائمة مثل جنوب السودان ووظائف المقر الرئيسي لدعم الأعمال التحضيرية لمؤتمر القمة.

## جلسات القمة
قال رئيس القمة انطوان جيرار: «إن القمة تعد نقطة انطلاق في جعل هؤلاء يعملون بشكل مختلف في مجتمع المساعدات، لتحسين الطريقة التي نقدم بها المساعدات».
وشمل برنامج القمة العالمية للعمل الإنساني 7 موائد مستديرة و 14 دورة استثنائية و 132 اجتماعا جانبيا وجلسة إعلان عامة. وفي القمة، أعلنت الحكومات والمنظمات الإنسانية والأعمال التجارية وأصحاب المصلحة الآخرون عن أكثر من 1500 التزام بشأن كيفية تحسين العمل الإنساني.
وقد أتيحت وقائع القمة على الإنترنت، وأُصدر تقرير عن نتائجها وقائمة بجميع الالتزامات بعد وقوع الحدث.

## النتائج
وفقًا لأمين عام الأمم المتحدة بان كي مون، أسفرت القمة عن نحو 1500 التزام من 400 دولة عضو في الأمم المتحدة ومنظمات أخرى.
وعلى الصعيد السياسي، تلقت القمة استعراضات متباينة. وقال منتقدو القمة إن عدم وجود اتفاق ملزم جعله «بلا أسنان»، على الرغم من أن المؤيدين يقولون إنه على الرغم من كون الغرض من هذه العملية لم تكن، بتاتا، حكومية دولية. إلا أن 61 بلدًا من بينها الولايات المتحدة وكندا وغيرها من المانحين الرئيسيين، منفصلة عن إجراءات القمة الفعلية، أيدت بيانًا سياسيًا تلتزم فيه بدعم "المسئوليات الأساسية الخمسة" الواردة في «خطة الإنسانية» التي وضعها الأمين العام.
وحضر القمة 173 دولة عضوًا بارزًا، من بينهم 55 رئيس دولة أو حكومة، وكثير من البلدان المتضررة من الأزمات الإنسانية. وأعرب الأمين العام بان كي مون عن خيبة أمله لأن القادة الأقوى بالعالم لم يحضروا، ولا سيما من دول مجموعة السبع باستثناء المستشارة الألمانية أنجيلا ميركل. بيد أن بان كي مون قال في المؤتمر الصحفى الختامي أن «غياب هؤلاء القادة من القمة العالمية للعمل الإنساني لا يبرهن كعذر لعدم اتخاذ إجراء».
وكان من بين الإنجازات الرئيسية للقمة «الصفقة الكبرى»، وهي اسم لمجموعة من «الالتزامات» ال 51 لإصلاح التمويل الإنسانى لجعل تمويل المساعدات الطارئة أكثر كفاءة وفعالية.
وقد كان هناك إنجاز رئيسي آخر في مجال التأهب للكوارث. حيث تم إطلاق «شراكة عالمية من أجل التأهب» لمساعدة البلدان على الاستعداد للكوارث المستقبلية. والمبادرة عبارة عن تعاون بين مجموعة العشرين (مجموعة من وزراء مالية منتدى المناخ الغير حصين الذي يمثل 43 دولة نامية عالية المخاطر) والأمم المتحدة والبنك الدولي. وستساعد هذه الشراكة 20 بلدًا من البلدان الأكثر تعرضا للخطر على بلوغ مستوىً أساسي من الاستعداد بحلول عام 2020 لمخاطر الكوارث في المستقبل، والناجمة أساسًا عن تغير المناخ.
وأدت القمة أيضًا إلى صندوق «التعليم لا يمكن أن ينتظر»، وهو أول صندوق عالمي يعطي الأولوية للتعليم في مجال العمل الإنساني. وتعهدت عدة بلدان بتقديم تبرعات مالية للصندوق، بما في ذلك المملكة المتحدة، التي خصصت 30 مليون جنيه استرليني.
ومن النتائج الهامة الأخرى لمؤتمر القمة الميثاق المتعلق بإدماج الأشخاص ذوي الإعاقة في العمل الإنساني. ورحب الميثاق بأنه «انتصار للمعوقين الذين تم تجاهلهم إلى حد كبير في عمليات المعونة الإنسانية».
وأثارت القمة العديد من الالتزامات والمبادرات الأخرى. ووقع الأمين العام وثماني وكالات تابعة للأمم المتحدة على «التزام» بالعمل بطرق جديدة عبر جهودها الإنسانية والإنمائية من أجل تلبية المعاناة الإنسانية والحد منها. كما أطلق القادة أول اتفاق عالمي على الإطلاق يشمل إشراك الشباب في العمل الإنساني.

## نقد
في 5 أيار / مايو انسحبت منظمة أطباء بلا حدود من القمة معلقين: «مع الأسف، وصلنا إلى قرار الانسحاب من القمة، ولم يعد لدينا أي أمل في أن تعالج القمة العالمية للعمل الإنساني نقاط الضعف في العمل الإنساني والاستجابة لحالات الطوارئ، أو المناطق الوبائية أو مناطق النزاع أو الوباء، وبدلًا من ذلك، يبدو أن تركيز القمة العالمية للعمل الإنساني هو إدماج المساعدات الإنسانية في جدول أعمال أوسع للتنمية والقدرة على الصمود، فضلًا عن أن القمة تهمل تعزيز التزامات الدول بدعم وتنفيذ القوانين الإنسانية وقوانين اللاجئين التي قد وقعت حتى».
وانتقد المحلل السياسي راهول شاندران القمة لغياب التركيز وعدم وجود مقترحات محددة. وأعربت منظمة أوكسفام الدولية ومنظمة إنقاذ الطفولة، إلى جانب عدد من الوكالات الأخرى، عن قلقها من أن تكييف العمل الإنساني مع الاحتياجات المختلفة للجنس والعمر والإعاقة لم يعط أولوية عالية بما فيه الكفاية.
وكانت هناك أيضا حملة على الإنترنت لإدراج قضايا تتعلق بصحة وسلامة العاملين في مجال المعونة. بدأ هذه الحملة براندان ماكدونالد، أحد عمال الإغاثة في الأمم المتحدة، في مقال نشرته صحيفة الغارديان في يوليو / تموز 2015 تحت عنوان (على الوكالات الإنسانية أن تتوقف عن إخفاق موظفيها في مجال الصحة العقلية)، والتي دعت العاملين في مجال الإغاثة إلى دعم عريضة  لتقديم القضية إلى القمة. تم تضخيم تبرير الحملة في أبحاث الجارديان التي اقترحت أزمة الصحة العقلية بين العاملين في مجال الإغاثة. وفي 10 كانون الأول / ديسمبر 2015، أشارت الجمعية العامة للأمم المتحدة أيضا إلى هذه المسألة، مشيرة إلى «أهمية إيلاء الاعتبار الواجب لمسألة سلامة وأمن موظفي الأمم المتحدة وغيرهم من موظفي المساعدة الإنسانية في مؤتمر القمة العالمي للعمل الإنساني».
وأدت التحضيرات لمؤتمر القمة أيضا إلى جدل أوسع بشأن هيكل السلطة وتوزيعها في إطار النظام الإنساني. وفي المنتدى العالمي لشبكة الملاحة الجوية في حزيران / يونيه 2015، دعت المنظمات الإنسانية الأمم المتحدة إلى إصلاح ولاياتها وتبسيط وكالات الأمم المتحدة من أجل تلبية الاحتياجات الإنسانية للشعوب على نحو أفضل على الصعيد العالمي. وقال البعض إن مناقشة إصلاح الأمم المتحدة قاومتها قيادة الأمم المتحدة العليا خلال عملية المشاورات الإقليمية، وأوضح ستيفن أوبراين، رئيس مساعدات الأمم المتحدة، في مقابلة أن الأمم المتحدة لا تحتاج إلى تغيير جذري، ولكن «تطوير أفضل» وتحقيق المزيد من الابتكار والمهارات.
وفي اجتماع التشاور العالمي الذي عقد في جنيف، دعا أديسو ومقره كينيا والمنظمات الإنسانية الأخرى إلى تحويل السلطة والتمويل من المنظمات الدولية إلى العاملين في الميدان. وتتلقى المنظمات المحلية حاليا نسبة 2 في المائة من التمويل الإنساني المباشر، بينما تذهب المنظمات الأخرى إلى منظمات مقرها في أوروبا والولايات المتحدة. ولمواصلة الدعوة إلى هذا التحول، تقرر إطلاق أول شبكة عالمية للمنظمات غير الحكومية الجنوبية في أيار / مايو 2016 أثناء مؤتمر القمة.